# Jubileiny-Sportkomplex
Der Jubileiny-Sportkomplex (russisch Спортивный комплекс «Юбилейный») ist eine Mehrzweckhalle in der zweitgrößten, russischen Stadt Sankt Petersburg. Sie befindet sich in der Nähe des Petrowski-Stadions und ist über die Metrostation Sportiwnaja erreichbar.

## Geschichte
Das zentrale Gebäude besitzt einen kreisförmigen Grundriss mit einem Durchmesser von 94 m und einer Höhe von 22 m. Der Sportkomplex wurde durch eine Gruppe von Architekten um G. P. Morosow und Alexei Morosow entworfen und 1967 errichtet. Gestiftet wurde der Bau von den Gewerkschaften der Sowjetunion als Geschenk zu den Feierlichkeiten zum 50. Jahrestag der Oktoberrevolution. 1971 erhielten die Architekten den Staatspreis der UdSSR für ihren Entwurf und die Umsetzung.
Die große Arena hat beim Eishockey eine Zuschauerkapazität von 7012 Zuschauern; die sich beim Basketball auf 7700 Plätze steigern lässt. Die kleinere Eishalle bietet 1900 Zuschauern Platz. Zum Sportkomplex gehören neben der großen Arena und der kleineren Eishalle eine weitere Eisbahn für Publikumslauf und Training sowie verschiedene technische Gebäudeteile.
Zwischen 2007 und 2009 wurde der Innenraum der großen Arena komplett saniert. Dabei wurden die Sitze erneuert, V.I.P.-Logen gebaut, eine neue Beschallungsanlage und ein Videowürfel installiert.

## Nutzung
Die Arena beherbergte seit der Eröffnung eine Vielzahl von Sport-, Konzert- und Kongress-Veranstaltungen. Dazu gehörte die Eishockey-Weltmeisterschaft der Herren 2000. Zwischen 1968 und 1999 war der Jubileiny-Sportkomplex Heimspielstätte des Eishockeyclubs SKA Sankt Petersburg, der 1999 in den Eispalast umzog und die Jubileiny nur noch als Ausweich-Spielstätte nutzt. Heute trägt der BK Spartak Sankt Petersburg, ein Basketballverein, sowie die Eishockeyclubs HK Dynamo Sankt Petersburg und MHK SKA-1946 ihre Heimspiele im Sportkomplex aus.
Im Mai 2016 war der Sportkomplex einer der beiden Austragungsorte der Eishockey-Weltmeisterschaft der Herren 2016 und wurde vor diesem Turnier im Innern renoviert.

## Jubilejny-Sportklub
Die Eishalle der Sportkomplexes ist die Heimat des „Jubilejny-Sportklubs“, eines bekannten Trainingszentrums für Eiskunstlauf. Alexei Mischin, Igor Moskwin und Tamara Moskwina arbeiteten dort als Trainer folgender Sportler (Auswahl):
- Natalia Mischkutjonok und Artur Dmitrijew
- Oxana Kasakowa und Artur Dmitrijew
- Jelena Bereschnaja und Anton Sicharulidse
- Juko Kawaguti und Alexander Smirnow
- Alexei Urmanow
- Alexei Jagudin
- Jewgeni Pljuschtschenko
- Artur Gatschinski

## Galerie

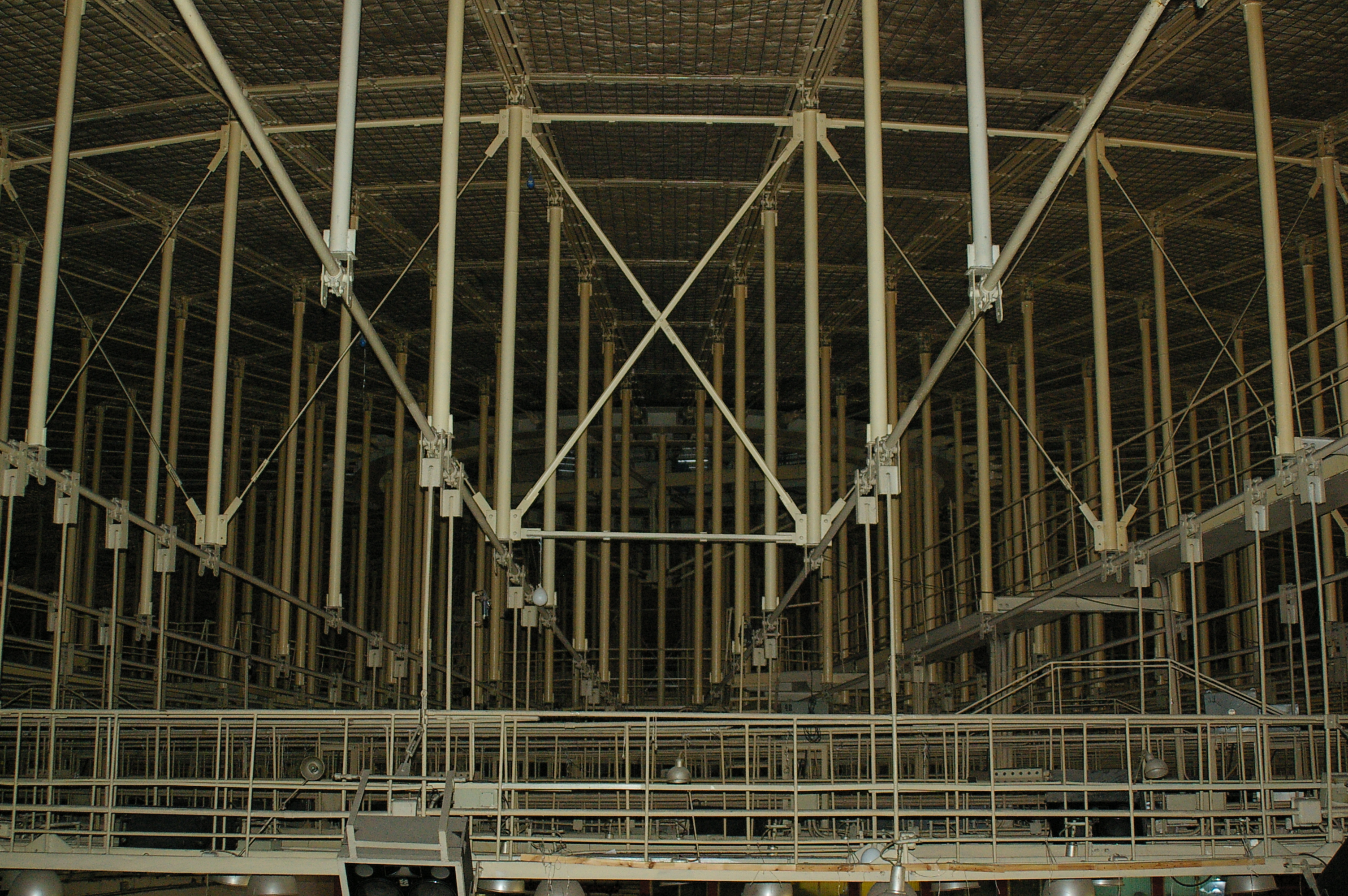
Dachkonstruktion der großen Arena
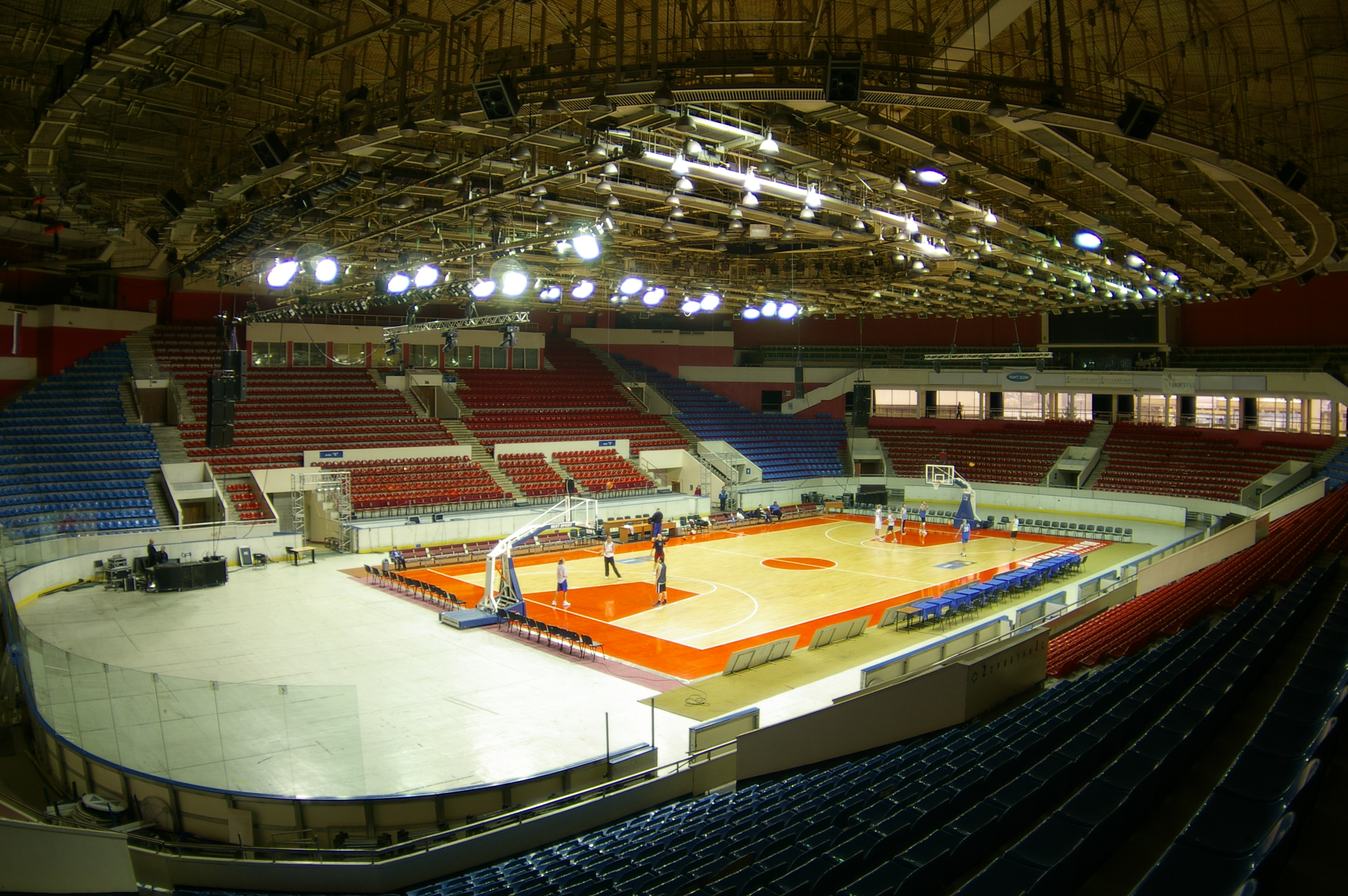
Innenraum vor einem Basketballspiel
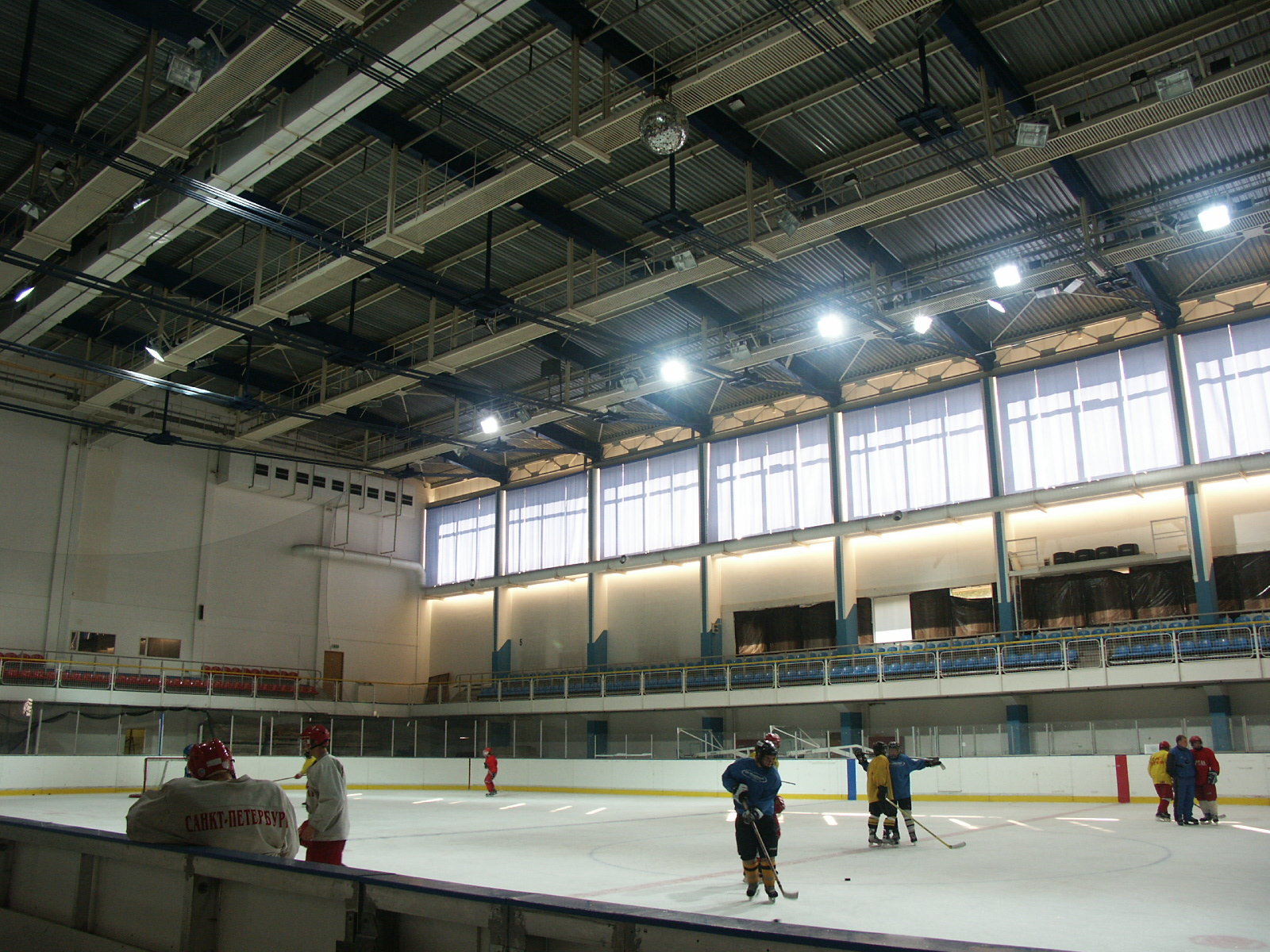
Eishalle
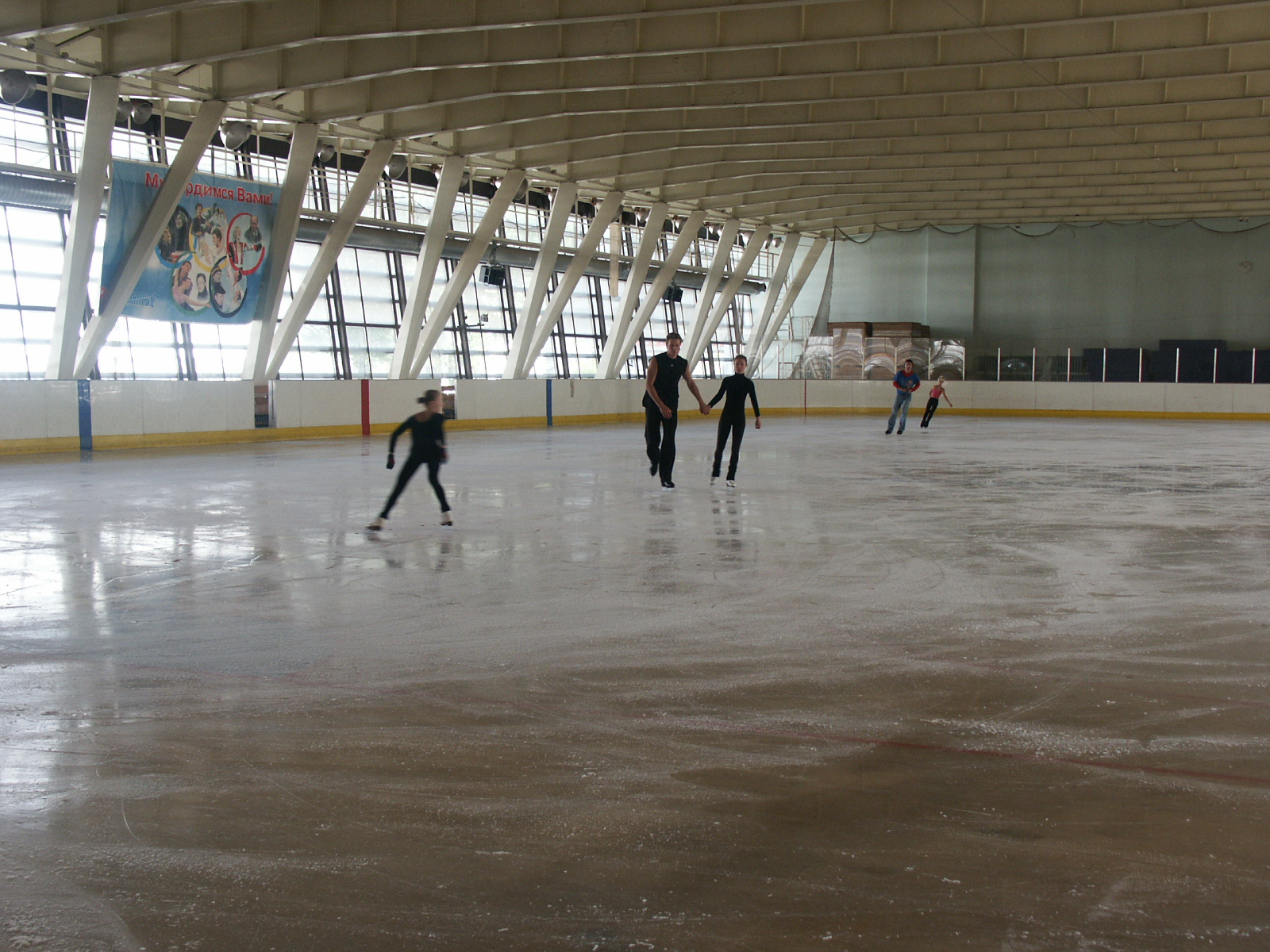
Trainingseishalle